# Арт Шпінґельман
Ісаак Авраам бен Зеєв Шпіґельман ([ˈspiːɡəlmən] SPEE-gəl-mən ; народився 15 лютого 1948), відомий як Арт Шпіґельман, — американський карикатурист, редактор і прихильник коміксів, найвідоміший своїм графічним романом «Маус». Його робота як співредактора в журналах коміксів «Arcade» і «Raw» була мала великий вплив, аз 1992 року він протягом десятиліття був художником-дописувачем для «The New Yorker». Арт Шпіґельман одружений з дизайнеркою і редакторкою Франсуазою Мулі та є батьком письменниці Наді Шпігельман. У вересні 2022 року Національний книжковий фонд оголосив, що він отримає медаль за видатний внесок в американську літературу.

## Життєпис
Шпіґельман розпочав свою кар'єру в середині 1960-х років у компанії Topps (виробнику жуйки та карток для колекціонування), яка забезпечувала його основну фінансову підтримку протягом двох десятиліть. Там він був співтворцем пародійних серій, таких як «Wacky Packages» у 1960-х та «Garbage Pail Kids» у 1980-х. У 1970-х роках здобув популярність серед андеграундних коміксів завдяки коротким, експериментальним та часто автобіографічним роботам. Вибірка з цих коміксів була опублікована в збірці «Breakdowns» у 1977 році, після чого Шпіґельман зосередився на створенні книги «Маус», що розповідає про його стосунки з батьком, який пережив Голокост. Ця постмодерністська книга зображує німців як котів, євреїв як мишей, етнічних поляків як свиней, а громадян США як собак. На її створення пішло 13 років, і вона була завершена в 1991 році. У 1992 році «Маус» отримала Пулітцерівську премію і здобула репутацію знакової роботи
Шпіґельман і Мулі редагували 11 випусків журналу «Raw» з 1980 по 1991 рік. Цей великий журнал коміксів і графіки допоміг відкрити таланти, які стали відомими в альтернативних коміксах, такі як Чарльз Бернс, Кріс Вейр і Бен Катчор, а також познайомив англомовний світ коміксів із кількома іноземними карикатуристами. Починаючи з 1990-х років, подружжя працювало в журналі The New Yorker, який Шпіґельман залишив, щоб працювати над книгою «In the Shadow of No Towers» (2004), що розповідає про його реакцію на теракти 11 вересня 2001 року в Нью-Йорку.
Шпіґельман виступає за підвищення рівня обізнаності про комікси. Як редактор, викладач і лектор, він сприяв кращому розумінню коміксів і наставляв молодших коміксистів.

## Історія сім'ї
Батьки Шпіґельмана були польськими євреями Władysław (1906—1982) та Andzia (1912—1968) Шпіґельманами. Єврейське ім'я його батька — Зеев бен Авраам. Владислав — польське ім'я, а Владек (або Vladek в англізованій формі) зменшувальна форма імені. Під час німецької окупації він також був відомий як Вільгельм, а після імміграції до Сполучених Штатів англізував своє ім'я на Вільям. Його мати звали Андзія Зильберберг, а її єврейське ім'я — Ханна. Після імміграції до Сполучених Штатів вона змінила ім'я на Анна. У «Маусі Шпігельмана», з якого ця пара є найвідомішою, Шпіґельман використав написання «Владек» і «Аня», які, на його думку, американцям було б легше вимовити.  Прізвище Шпіґельман з німецької означає «людина-дзеркало». 
У 1937 році у подружжя Шпіґельманів народився ще один син, Рисіо (на мові Маус пишеться «Річіє»), який помер ще до народження Арта, у п'яти- чи шестирічному віці. Під час Голокосту батьки Шпіґельмана відправили Рисіо в Заверце до тітки Тоші, з якою, на їхню думку, він буде в безпеці. У 1943 році тітка отруїлася разом з Рисіо та ще двома молодими членами сім'ї, якими опікувалася, щоб нацисти не вивезли їх до таборів смерті. Після війни Шпіґельмани, не в змозі змиритися з тим, що Рисьо мертвий, обшукували дитячі будинки по всій Європі в надії знайти його. Шпіґельман говорив про свого роду братське суперництво зі своїм «братом-привидом»; він почувався нездатним конкурувати з «ідеальним» братом, який «ніколи не влаштовував істерик і не потрапляв у будь-які проблеми».  З 85 родичів Шпігельмана, які були живі на початку Другої світової війни, відомо, що лише 13 пережили Голокост. 

## Переклади українською
В 2020 році комікс «Маус» було перекладено українською видавництвом «Видавництво».
- Арт Шпіґельман. Маус. Сповідь уцілілого: літературно-художнє видання / Переклад з англ. Ярослави Стріхи. — Київ: «Видавництво», 2020. — 296 с. — ISBN 978-617-7818-05-1.